# Vevo
VEVO är en musik/video-webbplats. Webbplatsen samarbetar med Sony Music Entertainment, Universal Music Group och EMI genom Abu Dhabi Media. Tjänsten lanserades officiellt den 8 december 2009.
VEVO visar musikvideor från tre av de "fyra stora" musikbolagen: Universal Music Group, Sony Music Entertainment och EMI.
År 2015 fanns mer än 155 000 videor med tillsammans över 300 miljarder visningar på VEVO.
Warner Music Group, den 4:e musikjätten, bildade en rivaliserande allians med MTV Networks.